# Zvezdan (miasto Zaječar)
Zvezdan (cyr. Звездан) – wieś w Serbii, w okręgu zajeczarskim, w mieście Zaječar. W 2011 roku liczyła 1602 mieszkańców.